# Нойбург на Дунав
Нойбург на Дунав (на немски: Neuburg an der Donau, служебно: Neuburg a.d. Donau) е голям окръжен град и седалище на окръжното управление на окръг Нойбург-Шробенхаузен в Горна Бавария, Германия. Има 28 274 жители (към 31 декември 2012).
Нойбург се намира на река Дунав, североизточно от Аугсбург и западно от Инголщат.
През 1505 г. се образува Херцогство Пфалц-Нойбург със столица Нойбург.